# Кім Чін Кьон
Кім Чін Кьон (22 березня 1981) — південнокорейська хокеїстка на траві.
Срібна призерка Азійських ігор 2002 року.
Срібна призерка Чемпіонату Азії 2007 року.